# Mudschir ad-Din Abaq
Mudschir ad-Din Abaq (arabisch مجير الدين أبق; gest. 1169 in Bagdad) war der letzte Emir von Damaskus aus der Dynastie der Buriden. 
Abaq folgte seinem 1140 gestorbenen Vater noch als Kind in der Herrschaft über Damaskus nach, die tatsächliche Regierungsgewalt hat sein Atabeg Unur innegehabt. Der Bedrohung durch die Zengiden von Aleppo hat der Atabeg durch einen Schutzvertrag mit dem Königreich Jerusalem begegnet, indem sich Damaskus für die Gewährung militärischen Beistandes zur Zahlung von 20.000 Golddinar monatlich verpflichtet hat. Unur konnte außerdem Banyas von den Zengiden zurückerobern, dass er allerdings vertragsgemäß den Franken übergeben musste. 
Das Bündnis mit den Christen hat dem Ansehen der Buriden unter den Muslimen Syriens einen erheblichen Schaden nehmen lassen, während das der Zengiden als Speerspitze im Kampf gegen die Christen (ǧihād) in gleichem Maße zugenommen hat. Die Sache der Buriden hatte bei der Bevölkerung endgültig ihre Legitimation verloren, als die Christen unter Bruch des Beistandsvertrages während des zweiten Kreuzzuges Damaskus zu ihrem Angriffsziel erklärt hatten. Zwar hat Unur die 1148 unternommene Belagerung der Stadt abwehren können, aber nur unter tatkräftiger Mithilfe der Zengiden. Nur kurz darauf war der Regent gestorben und die Bevölkerung wie auch die letzten Gefolgsmänner der Buriden wechselten auf die Seite der Zengiden über. Zwar hatte Abaq das Bündnis mit den Christen wieder erneuert, aber als diese 1154 ihre militärischen Kapazitäten für die Eroberung von Askalon gebunden hatten, konnte der Zengide Nur ad-Din nahezu kampflos in Damaskus einziehen und die Herrschaft übernehmen. Der Widerstand der zahlenmäßig weit unterlegenen Besatzung der Stadtmauer war dann auch nur sehr halbherzig geführt worden.
Abaq wurde unter fürstlichen Bedingungen in Homs in Arrest gehalten, später durfte er nach Bagdad an den Hof des Kalifen ins Exil gehen, wo er 1169 starb.